# Verona Calcio Femminile 1998-1999
Questa voce raccoglie le informazioni riguardanti la Verona Calcio Femminile nelle competizioni ufficiali della stagione 1998-1999.

## Stagione
La ditta Calzedonia sponsorizza le squadre gialloblù solo per questa stagione.

## Rosa
Aggiornata all'inizio del campionato.
| N. |                   | Ruolo | Calciatrice       |
| -- | ----------------- | ----- | ----------------- |
|    | Italia (bandiera) | P     | Francesca Nardi   |
|    | Italia (bandiera) | P     | Deborah Pelle     |
|    | Italia (bandiera) | P     | Katia Simi        |
|    | Italia (bandiera) | D     | Elisa Bersani     |
|    | Italia (bandiera) | D     | Francesca Cagetti |
|    | Italia (bandiera) | D     | Greta Floriduz    |
|    | Italia (bandiera) | D     | Rita Lanfranchi   |
|    | Italia (bandiera) | D     | Katia Maron       |
|    | Italia (bandiera) | D     | Jessica Orgopoli  |
|    | Italia (bandiera) | C     | Silvana Bertacchi |

| N. |                   | Ruolo | Calciatrice           |
| -- | ----------------- | ----- | --------------------- |
|    | Italia (bandiera) | C     | Francesca Boschi      |
|    | Italia (bandiera) | C     | Katy Brisighella      |
|    | Italia (bandiera) | C     | Sara Dal Bosco        |
|    | Italia (bandiera) | C     | Veronica Danzi        |
|    | Italia (bandiera) | C     | Lorena Filippozzi     |
|    | Italia (bandiera) | C     | Laura Tavella         |
|    | Italia (bandiera) | C     | Maria Rosanna Tirloni |
|    | Russia (bandiera) | A     | Elena Antonova        |
|    | Italia (bandiera) | A     | Michela Picco         |
|    | Italia (bandiera) | A     | Patrizia Pisu         |

## Calciomercato

### Sessione estiva
| Acquisti | Acquisti      | Acquisti  | Acquisti   |
| R.       | Nome          | da        | Modalità   |
| -------- | ------------- | --------- | ---------- |
| D        | Elisa Bersani | Bardolino | definitivo |

| Cessioni | Cessioni | Cessioni | Cessioni |
| R.       | Nome     | a        | Modalità |
| -------- | -------- | -------- | -------- |
|          |          |          |          |

## Risultati

### Serie A

#### Girone di andata
| Arbitro: | Botta (Chieti) |

|             |           |                                                                                  |
| Tirloni 82’ | Marcatori | 8’ Gazzoli 32’, 60’ Villa 50’ (aut.) Poli 85’ (rig.) Madsen 8’ Murelli 8’ Sodini |

| Verona 23 gennaio 1999, ore --:-- CET 14ª giornata | Verona Calzedonia | 0 – 3 | Ruco Line Lazio | Stadio Aldo Olivieri |

#### Girone di ritorno
| 6 febbraio 1999, ore 14:30 CET 16ª giornata | ACF Milan | 4 – 0 | Verona Calzedonia |  |

| 22 maggio 1999, ore --:-- CEST 29ª giornata | Ruco Line Lazio | 2 – 3 | Verona Calzedonia |  |

| Verona 22 maggio 1999, ore --:-- CEST 30ª giornata | Verona Calzedonia | 2 – 0 A tav. | Gravina | Stadio Aldo Olivieri |

## Statistiche

### Statistiche di squadra
| Competizione | Punti | In casa | In casa | In casa | In casa | In casa | In casa | In trasferta | In trasferta | In trasferta | In trasferta | In trasferta | In trasferta | Totale | Totale | Totale | Totale | Totale | Totale | DR  |
| Competizione | Punti | G       | V       | N       | P       | Gf      | Gs      | G            | V            | N            | P            | Gf           | Gs           | G      | V      | N      | P      | Gf     | Gs     | DR  |
| ------------ | ----- | ------- | ------- | ------- | ------- | ------- | ------- | ------------ | ------------ | ------------ | ------------ | ------------ | ------------ | ------ | ------ | ------ | ------ | ------ | ------ | --- |
| Serie A      | 16    | 15      | .       | .       | .       | .       | .       | 15           | .            | .            | .            | .            | .            | 30     | 3      | 7      | 30     | 31     | 74     | -43 |
| Coppa Italia | -     | .       | .       | .       | .       | .       | .       | .            | .            | .            | .            | .            | .            | .      | .      | .      | .      | .      | .      | .   |
| Totale       | -     | .       | .       | .       | .       | .       | .       | .            | .            | .            | .            | .            | .            | .      | .      | .      | .      | .      | .      | .   |

### Andamento in campionato
| Giornata  | 1  | 2 | 3 | 4 | 5 | 6 | 7 | 8 | 9 | 10 | 11 | 12 | 13 | 14 | 15 | 16 | 17 | 18 | 19 | 20 | 21 | 22 | 23 | 24 | 25 | 26 | 27 | 28 | 29 | 30 |
| --------- | -- | - | - | - | - | - | - | - | - | -- | -- | -- | -- | -- | -- | -- | -- | -- | -- | -- | -- | -- | -- | -- | -- | -- | -- | -- | -- | -- |
| Luogo     | C  |   |   |   |   |   |   |   |   |    |    |    |    | C  | T  | C  |    |    |    |    |    |    |    |    |    |    |    |    |    | C  |
| Risultato | P  |   |   |   |   |   |   |   |   |    |    |    |    | P  | P  | P  |    |    |    |    |    |    |    |    |    |    |    |    |    | V  |
| Posizione | 16 |   |   |   |   |   |   |   |   |    |    |    |    |    |    |    |    |    |    |    |    |    |    |    |    |    |    |    |    | 10 |

Legenda:

Luogo: C = Casa; T = Trasferta. Risultato: V = Vittoria; N = Pareggio; P = Sconfitta.